# Asemonea stella
Asemonea stella là một loài nhện trong họ Salticidae.
Loài này thuộc chi Asemonea. Asemonea stella được Fred R. Wanless miêu tả năm 1980.